# Margarita Suero
Margarita Suero Furcal (nacida el 16 de octubre de 1980 en Santo Domingo) es una jugadora de voleibol profesional y de playa dominicana, también es entrenadora.
Compitió con la selección de su país en el Campeonata Mundial Junior de Voleibol en el año 2001, finalizando en noveno lugar.
En voley playa ganó la medalla de plata en el Campeonato Nacional 2006 y más tarde, ese año, representando a su país en los Juegos de América Central y Caribe 2006 junto con Rosa Medrano finalizando en sexto lugar.
Ganó dos veces la medalla de plata en la competición femenina del NORCECA Circuito de Voley Playa 2007 en Ciudad de Guatemala y Carolina, Puerto Rico, jugando com Bethania Almánzar.
En voleibol en pista cubierta, firmó con el equipo español Nuchar Tramek Murillo para la temporada 2007/2008, colaborando en el ascenso a Liga FEV para la temporada 2008/2009 y posteriormente a Superliga 2 para la temporada 2009/2010.
De nuevo en la arena y jugando con la experimentada jugadora Clara Lozano, ganó el Torneo de Logroño 2009.
Jugando con Nuchar Tramek Murillo, ganó con su equipo de Superliga 2 la Copa de la Princesa en 2010.
Recientemente ganó la Liga Nacional Dominicana jugando para el equipo de las Costeras de la Romana.
Ha participado en las paradas del Torneo Nacional de Playa Presidente donde ha obtenido medallas de bronce y plata respectivamente.

## Clubes
- Paraíso (1997),  República Dominicana.
- Naco (1998-2000),  República Dominicana.
- Los Cachorros (2001-2004),  República Dominicana.
- Liga Juan Guzmán (2005),  República Dominicana.
- Modeca (2006),  República Dominicana.
- Nuchar Tramek Murillo (2007-2010),  España. Superliga 2.

## Logros

### Voley Playa

#### Equipo Nacional de República Dominicana
- Campeonato Nacional 2006  Medalla de Plata.
- NORCECA Beach Volleyball Circuit Guatemala 2007  Medalla de Plata.
- NORCECA Beach Volleyball Circuit Puerto Rico 2007  Medalla de Plata.
- Torneo nacional de playa presidente 2010 medalla de bronce  Medalla de Bronce.
- Torneo nacional de playa presidente 2010 medalla de plata  Medalla de Plata.

#### Internacional
- Torneo de Voley Playa de Logroño 2009  Medalla de Oro.

### Clubes
- 2005 Dominican Republic Distrito Nacional Superior Tournament -  Subcampeona, con Liga Juan Guzmán.
- 2007/2008 Segunda División española femenina -  Campeona, con Nuchar Tramek Murillo.
- 2008/2009 Liga FEV -  Subcampeón, con Nuchar Tramek Murillo.
- 2010 Copa de la Princesa Superliga 2 -  Campeona, con Nuchar Tramek Murillo.
- 2010 Liga nacional República Dominicana,campeona, con las Costeras de la Romana.